# Espaço topológico quociente
Seja {\displaystyle (X,\tau )} um espaço topológico e {\displaystyle ~} relação de equivalência em {\displaystyle X}. O conjunto quociente {\displaystyle X/\sim } é o conjunto das classes de equivalência de elementos de X. Para cada {\displaystyle x\in X} denotamos por {\displaystyle [x]} a classe de equivalência de {\displaystyle x}.
Dada {\displaystyle \pi :X\to X/\sim } com {\displaystyle x\mapsto [x]}, que pela construção de {\displaystyle X/\sim }, temos que {\displaystyle \pi } é uma aplicação sobrejetiva. Então definimos o conjunto{\displaystyle \tau _{\sim }=\{U\in X/\sim :\pi ^{-1}(U)\in \tau \}}
chamada de topologia quociente.
O espaço quociente é o par {\displaystyle (X/\sim ,\tau _{\sim })}.

## Exemplos
- O quociente de {\displaystyle [0,1]\!} pela relação {\displaystyle x\sim y} se {\displaystyle |x-y|\in \{0,1\}} é homeomorfo a {\displaystyle \mathbb {S} ^{1}}.
- O quociente de {\displaystyle [0,1]\times [0,1]\!} pela relação de equivalência gerada por {\displaystyle (x,0)\sim (x,1)\,\!} e {\displaystyle (0,y)\sim (1,y)\,\!}, para {\displaystyle x,y\in [0,1]} é homeomorfo ao toro {\displaystyle \mathbb {T} ^{2}} que por sua vez é homeomorfo à {\displaystyle \mathbb {S} ^{1}\times \mathbb {S} ^{1}}.
- O processo acima, que cola as bordas do quadrado de forma direta, pode ser feito de modo a torcer o quadrado. Assim, a relação de equivalência gerada por {\displaystyle (x,0)\sim (1-x,1)\,\!} e {\displaystyle (0,y)\sim (1,1-y)\,\!}, para {\displaystyle x,y\in [0,1]} gera o plano projectivo, enquanto que a relação de equivalência gerada por {\displaystyle (x,0)\sim (1-x,1)\,\!} e {\displaystyle (0,y)\sim (1,y)\,\!}, para {\displaystyle x,y\in [0,1]} gera a garrafa de Klein.